# Prokike
Prokike falu Horvátországban, Lika-Zengg megyében. Közigazgatásilag Brinjéhez tartozik.

## Fekvése
Zenggtől 26 km-re keletre, községközpontjától 6 km-re délnyugatra, a Lika északi részén, Velebit és a Kapela hegység között a 23-as számú főút mellett fekszik. Településrészei Brešaki, Grabar Prokički, Grabarova Lokva és Županjol (Županj-Dol).

## Története
A szerb többségű település a 17. század közepén keletkezett amikor Zrínyi Péter horvát bán pravoszláv vallású vlahokat telepített a Brinjéhez tartozó településekre. Lakói a letelepítés fejében a török elleni harcokban katonai szolgálatot láttak el. A település a katonai határőrvidék részeként az otocsáni ezred brinjei századához tartozott. 1765-ben a brinjei és a jezeroi századot elválasztottrák az otocsáni ezredtől és az ogulini ezred parancsnoksága alá rendelték. Ez a beosztás a határőrvidékek megszüntetéséig 1881-ig fennmaradt. Prokike az 1780-ban épített Jozefina út mentén települt, mely nagyban hozzájárult fejlődéséhez. 1835-ben 78 háza és 945 lakosa volt, akik közül csak 89 volt katolikus, a többi pravoszláv vallású. 1857-ben 1092, 1910-ben 1209 lakosa volt. A trianoni békeszerződésig terjedő időszakban előbb Lika-Korbava vármegye Zenggi járásához, majd 1892-től a Brinjei járáshoz tartozott. Ezt követően előbb a Szerb–Horvát–Szlovén Királyság, majd Jugoszlávia része lett. Jugoszlávia felbomlása után 1991-ben a független Horvátország része lett. 2011-ben a településnek 102 lakosa volt, akik főként mezőgazdasággal, állattartással foglalkoznak.

## Lakosság
| Lakosság változása | Lakosság változása | Lakosság változása | Lakosság változása | Lakosság változása | Lakosság változása | Lakosság változása | Lakosság változása | Lakosság változása | Lakosság változása | Lakosság változása | Lakosság változása | Lakosság változása | Lakosság változása | Lakosság változása | Lakosság változása |
| ------------------ | ------------------ | ------------------ | ------------------ | ------------------ | ------------------ | ------------------ | ------------------ | ------------------ | ------------------ | ------------------ | ------------------ | ------------------ | ------------------ | ------------------ | ------------------ |
| 1857               | 1869               | 1880               | 1890               | 1900               | 1910               | 1921               | 1931               | 1948               | 1953               | 1961               | 1971               | 1981               | 1991               | 2001               | 2011               |
| 1.092              | 1.206              | 1.396              | 1.014              | 1.229              | 1.209              | 1.129              | 1.082              | 687                | 584                | 514                | 362                | 286                | 229                | 122                | 102                |